# Tribunal Supremo Electoral de Ecuador
El Tribunal Supremo Electoral (TSE) fue el máximo organismo de sufragio en Ecuador entre 1945 y el 2008. Constituido por la Constitución de 1945. Tenía su sede en la ciudad de Quito, y estaba constituido por 7 miembros de las fuerzas políticas más votadas, gozando de completa autonomía financiera y administrativa. Sus funciones eran organizar, controlar las elecciones, pudiendo sancionar a partidos y candidatos que infringieran las normas electorales.
A partir de la entrada en vigencia de la Constitución de 2008, el Consejo Nacional Electoral asumió ciertas funciones del TSE y otras pasaron a manos del nuevo Tribunal Contencioso Electoral.

## Historia

### Antecedentes
Originalmente en el Ecuador las elecciones se realizaban de forma indirecta en una democracia censitaria que a partir de 1869 sería alterado por una democracia directa donde votaban los católicos. El escrutinio quedaría en manos del Congreso Nacional mientras los municipios generaban el Registro Electoral. 
Siendo así que no existía una función independiente electoral sino Asambleas Electorales, Asambleas Parroquiales, Juntas Electoras, Juntas de Recepción del Voto, Comisiones de Escrutinios, entre otros; con representación de la iglesia, de la Función Judicial, de los Cabildos o Consejos Municipales, etc.

### Formación

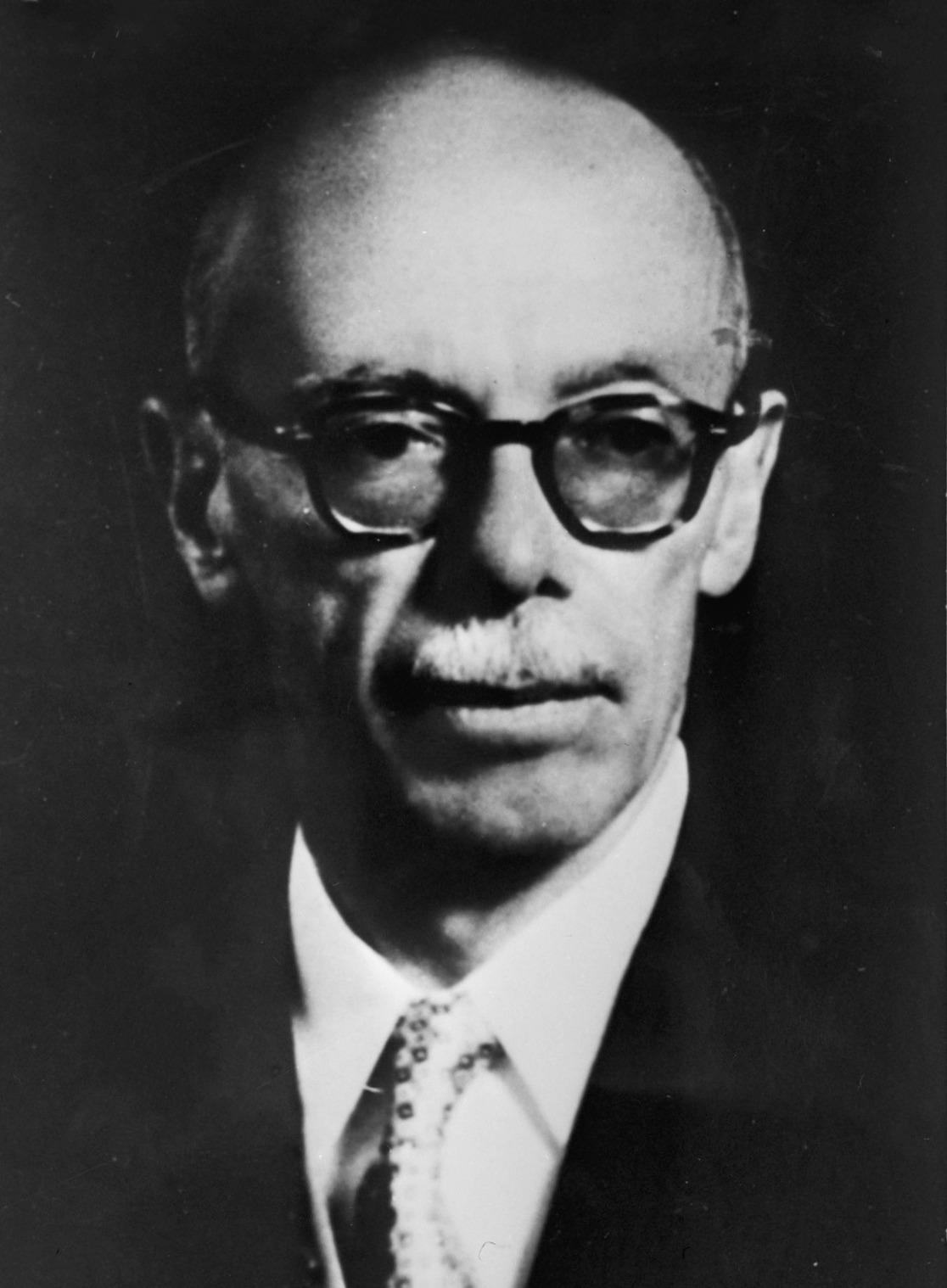
Durante el segundo gobierno de Velasco Ibarra se formaría el Tribunal Supremo Electoral

Sería durante el segundo velasquismo que con la Constitución de 1945 que se formaría el Tribunal Superior Electoral conformado por 7 miembros que eran designados 1 por la Corte Suprema de Justicia, por otro por Tribunal de Garantías Constitucionales, 2 por el Congreso y tres representantes de las tendencias políticas. El primer titular y único de este organismo sería Clodoveo Jaramillo Alvarado.
Para 1946 sucedería el autogolpe de estado de José María Velasco Ibarra dando paso a una Asamblea Constituyente que redacta una nueva constitución en la cual el Tribunal Superior Electoral pasa a ser el Tribunal Supremo Electoral que iniciará sus funciones el 11 de marzo de 1947 con Benjamín Terán Varea como titular. El organismo ahora se conformaría de tres vocales del Congreso, dos de la Presidencia y dos de la Corte Suprema, que durarán por un periodo de 4 años.

### Cambios y Reformas
La Constitución de 1966 otorgó al Tribunal Supremo poder sobre la Dirección General de Registro Civil, Identificación y Cedulación con la elección y remoción de su titular. La Ley de Elecciones de 1968 fortaleció este organismo, en su calidad de juez de última instancia para lo relacionado con dicha materia. No obstante, el Congreso se reservaba la facultad de revisar los escrutinios.

### Dictadura y Retorno a la Democracia
Para 1970 el quinto velasquismo se convertía en dictadura y derogaba la Constitución, más tarde se daba paso a una dictadura militar con la cual desaparecía la estructura electoral en 1972 hasta 1977, al formarse el Tribunal Supremo del Referéndum para el referéndum constitucional del siguiente año. Este Tribunal sería liderado por Galo Plaza Lasso, que con la aprobación de la Constitución sería el presidente del nuevo Tribunal Supremo. Sería este Tribunal el que no reconocería por órdenes de la dictadura la inscripción del Movimiento Popular Democrático y de la Democracia Popular-Unión Demócrata Cristiana, a la vez que Sixto Durán-Ballén lo acusó de fraude electoral a favor del candidato de la Concentración de Fuerzas Populares, Jaime Roldós Aguilera, algo que sería desmentido por el mismo Roldós.
La nueva forma de designar a los miembros del Tribunal ahora necesitaría la última palabra del Congreso Nacional con la designación hecha por estos tres miembros del Tribunal a la vez que había dos ternas enviadas por el presidente y dos de la Corte Suprema. A su vez el presidente del tribunal supremo era miembro del Tribunal de Garantías Constitucionales.
La Constitución de 1998 dota expresamente al Tribunal Supremo Electoral de autonomía administrativa y económica, mientras su formación ahora constaba de siete vocales representantes de las organizaciones políticas que hubiesen obtenido las más altas votaciones en las últimas elecciones pluripersonales.

### El Poder del Congreso y el Fin del TSE
En el gobierno de Lucio Gutiérrez y Alfredo Palacio la conformación del Tribunal Supremo sufrió constantes cambios que partieron el 9 de enero del 2003 con la designación de Nicanor Moscoso como presidente gracias a la mayoría legislativa del Partido Social Cristiano (PSC), Democracia Popular (DP-UDC), Izquierda Democrática (ID), Pachakutik (MUPP) y el Partido Renovador Institucional Acción Nacional (PRIAN). Al siguiente año es reestructura por una nueva mayoría en el Congreso poniendo al coideario de Moscoso, Wilson Sánchez, como titular. Nuevamente en el 2005 con la caída de Gutiérrez se forma un nuevo TSE con el socialcristiano  Gilberto Vaca en el mando, quien tras su renuncia causaría una nueva reestructuración el mismo año donde su coideario Xavier Cazar Valencia lo reemplazaría.
El 10 de enero del 2007 se designa el último Tribunal Supremo Electoral del país integrado por los vocales Pedro Valverde Rubira (PSC), Andrés Luque (PRIAN), Jorge Acosta (PSP), Andrés León (UDC), Elsa Bucaram (PRE), Hernán Rivadeneira (PAÍS-PSE) y a René Maugé (ID-RED). Esta sería la que aprobará la creación de un nuevo referéndum propuesto por Rafael Correa al destituir a los diputados "anticonstituyente" del Congreso, tras estos haber pretendido destituir al Tribunal Supremo. 
En septiembre del 2008 se aprueba la nueva Constitución y el TSE es reemplazado por el Consejo Nacional Electoral y el Tribunal Contencioso Electoral, siendo su último acto como organismo electoral, el referéndum constitucional que le dio fin. 